# Princesse de Galles
Cet article donne la liste des princesses de Galles depuis 1361, relative aux épouses des princes de Galles, les héritiers du trône d'Angleterre, puis de Grande-Bretagne. Sur les onze princesses que connaissent l'Angleterre et la Grande-Bretagne depuis cette date, seules cinq d'entre elles sont devenues par la suite reines consorts de Grande-Bretagne, tandis que deux autres (Anne Neville et Catherine d'Aragon) sont devenues reines consorts d'Angleterre par un remariage ultérieur.

## Histoire du titre
Le futur Édouard II reçoit le premier en 1301 de son père Édouard Ier le titre de prince de Galles, qui est ensuite accordé au fils aîné du souverain. Plusieurs épouses de princes de Galles deviennent par la suite reines consorts. Si leurs époux décèdent avant d'accéder au trône, les princesses n'utilisent traditionnellement pas le titre de princesse douairière de Galles. Pourtant, après l'annulation de son premier mariage avec Catherine d'Aragon en 1533, Henri VIII l'oblige à porter le titre de princesse douairière pour signifier la nullité de leur mariage et rappeler qu'elle n'est plus dès lors que la veuve de son frère aîné Arthur.

## Liste des princesses de Galles

### Plantagenêts (1361-1485)

#### Branche directe (1361-1399)
| Portrait | Nom (dates)                                         | Époux | Titres | Eléments biographiques |
| -------- | --------------------------------------------------- | --- | --- | --- |
|          | Jeanne de Kent (29 septembre 1326/27 - 7 août 1385) | - Thomas Holland (mariage en 1340, déclaré légal en 1349) - William Montagu (mariage en 1341, annulé en 1349) - Édouard de Woodstock (mariage en 1361) | - Reine de Man, comtesse de Salisbury et baronne Montagu (1344-1349) - Comtesse de Kent et baronne Wake de Liddell (de plein droit, 1352-1385) - Baronne Holland (1353-1360) - Princesse de Galles, duchesse de Cornouailles et comtesse de Chester (1361-1376) - Princesse d'Aquitaine (1362-1372) | - Princesse de la Maison Plantagenêt. Fille d'Edmond de Woodstock et de Marguerite Wake. - Mère de Thomas Holland, de Jeanne Holland, de Jean Holland, de Maud Holland, d'Édouard d'Angoulême et de Richard II d'Angleterre. |

#### Maison de Lancastre (1470-1471)
| Portrait | Nom (dates)                                | Époux | Titres | Eléments biographiques                                                                                             | Armoiries |
| -------- | ------------------------------------------ | --- | --- | --- | --------- |
|          | Anne Neville (11 juin 1456 - 16 mars 1485) | - Édouard de Westminster (mariage le 13 décembre 1470) - Richard III d'Angleterre (mariage le 12 juillet 1472) | - Princesse de Galles, duchesse de Cornouailles et comtesse de Chester (1470-1471) - Duchesse de Gloucester (1472-1483) - Reine d'Angleterre (1483-1485) | - Princesse de la Famille Neville. Fille de Richard Neville et d'Anne de Beauchamp. - Mère d'Édouard de Middleham. |           |

### Maison Tudor (1485-1603)
| Portrait | Nom (dates)                                            | Époux                                                                                            | Titres | Eléments biographiques | Armoiries |
| -------- | ------------------------------------------------------ | ------------------------------------------------------------------------------------------------ | --- | --- | --------- |
|          | Catherine d'Aragon (16 décembre 1485 - 7 janvier 1536) | - Arthur Tudor (mariage le 14 novembre 1501) - Henri VIII d'Angleterre (mariage le 11 juin 1509) | - Princesse de Galles, duchesse de Cornouailles et comtesse de Chester (1501-1502) - Reine d'Angleterre (1509-1533) | - Princesse de la Maison de Trastamare. Fille de Ferdinand II d'Aragon et d'Isabelle Ire de Castille. - Mère d'Henri Tudor et de Marie Ire d'Angleterre. |           |

### Maison de Hanovre (1714-1901)
| Portrait | Nom (dates)                                                          | Époux                                                    | Titres | Eléments biographiques | Armoiries |
| -------- | -------------------------------------------------------------------- | -------------------------------------------------------- | --- | --- | --------- |
|          | Caroline d'Ansbach (1er mars 1683 - 20 novembre 1737)                | - George II de Grande-Bretagne (mariage le 22 août 1705) | - Duchesse et marquise de Cambridge, comtesse de Milford Haven, vicomtesse Northallerton et baronne de Tewkesbury (1706-1727) - Princesse de Galles, duchesse de Cornouailles et comtesse de Chester, duchesse de Rothesay (1714-1727) - Reine de Grande-Bretagne et d'Irlande, électrice de Hanovre (1727-1737) | - Princesse de la Maison de Hohenzollern. Fille de Jean-Frédéric de Brandebourg-Ansbach et d'Éléonore-Erdmuthe de Saxe-Eisenach. - Mère de Frédéric de Galles, d'Anne de Hanovre, d'Amélie de Grande-Bretagne, de Caroline de Grande-Bretagne, de William-Augustus de Cumberland, de Marie de Grande-Bretagne et de Louise de Grande-Bretagne. |           |
|          | Augusta de Saxe-Gotha-Altenbourg (30 novembre 1719 - 8 février 1772) | - Frédéric de Galles (mariage en 1736)                   | - Princesse de Galles, duchesse de Cornouailles et comtesse de Chester, duchesse de Rothesay et d'Édimbourg (1736-1751) | - Princesse de la Maison de Saxe-Gotha-Altenbourg. Fille de Frédéric II de Saxe-Gotha-Altenbourg et de Madeleine-Augusta d'Anhalt-Zerbst. - Mère d'Augusta-Charlotte de Hanovre, de George III du Royaume-Uni, d'Édouard-Auguste de Grande-Bretagne, d'Élisabeth de Grande-Bretagne, de William Henry de Grande-Bretagne, d'Henri de Cumberland, de Louise de Grande-Bretagne, de Frédéric de Grande-Bretagne et de Caroline-Mathilde de Hanovre. |           |
|          | Caroline de Brunswick (17 mai 1768 - 7 août 1821)                    | - George IV du Royaume-Uni (mariage le 8 avril 1795)     | - Princesse de Galles, duchesse de Cornouailles et comtesse de Chester, duchesse de Rothesay (1795-1820) - Reine du Royaume-Uni et de Hanovre (1820-1821) | - Princesse de la Maison de Brunswick. Fille de Charles-Guillaume de Brunswick-Wolfenbüttel et d'Augusta-Charlotte de Hanovre. - Mère de Charlotte de Galles. |           |
|          | Alexandra de Danemark (1er décembre 1844 - 20 novembre 1925)         | - Édouard VII du Royaume-Uni (mariage le 10 mars 1863)   | - Princesse de Galles, duchesse de Cornouailles et comtesse de Chester, duchesse de Rothesay (1863-1901) - Reine du Royaume-Uni et des dominions britanniques, impératrice des Indes (1901-1910) | - Princesse de la Maison de Glücksbourg. Fille de Christian IX de Danemark et de Louise de Hesse-Cassel. - Mère d'Albert Victor de Clarence, de George V du Royaume-Uni, de Louise du Royaume-Uni, de Victoria Alexandra du Royaume-Uni et de Maud de Galles. |           |

### Maison de Saxe-Cobourg-Gotha, puis Windsor (depuis 1901)[1]
| Portrait | Nom (dates)                                     | Époux                                                                                           | Titres | Eléments biographiques | Armoiries |
| -------- | ----------------------------------------------- | ----------------------------------------------------------------------------------------------- | --- | --- | --------- |
|          | Mary de Teck (26 mai 1867 - 24 mars 1953)       | - George V du Royaume-Uni (mariage le 6 juillet 1893)                                           | - Duchesse d'York (1893-1901) - Princesse de Galles, duchesse de Cornouailles et comtesse de Chester, duchesse de Rothesay (1901-1910) - Reine du Royaume-Uni et des dominions britanniques, impératrice des Indes (1910-1936) | - Princesse de la Maison de Wurtemberg. Fille de François de Wurtemberg et de Marie-Adélaïde de Cambridge. - Mère d'Édouard VIII du Royaume-Uni, de George VI du Royaume-Uni, de Mary du Royaume-Uni, d'Henry de Gloucester, de George de Kent et de John du Royaume-Uni. |           |
|          | Diana Spencer (1er juillet 1961 - 31 août 1997) | - Charles III du Royaume-Uni (mariage le 29 juillet 1981)                                       | - Princesse de Galles, duchesse de Cornouailles et comtesse de Chester, duchesse de Rothesay (1981-1996) | - Princesse de la Maison Spencer. Fille d'Edward Spencer et de Frances Burke-Roche. - Mère de William de Cambridge et d'Henry de Sussex. |           |
|          | Camilla Shand (17 juillet 1947)                 | - Andrew Parker Bowles (mariage en 1973) - Charles III du Royaume-Uni (mariage le 9 avril 2005) | - Princesse de Galles, duchesse de Cornouailles et comtesse de Chester, duchesse de Rothesay (2005-2022) - Duchesse d'Édimbourg (2021-2022) - Reine du Royaume-Uni (depuis 2022)                                               | - Fille de Bruce Shand et de Rosalind Cubitt. - Mère de Thomas Parker Bowles et de Laura Parker Bowles. |           |
|          | Catherine Middleton (9 janvier 1982)            | - William de Galles (mariage le 29 avril 2011)                                                  | - Duchesse de Cambridge, comtesse de Strathearn et baronne Carrickfergus (depuis 2011) - Princesse de Galles et comtesse de Chester, duchesse de Cornouailles et de Rothesay (depuis 2022)                                     | - Fille de Michael Middleton et de Carole Goldsmith. - Mère de George de Galles, de Charlotte de Galles et de Louis de Galles. |           |